# 루차노 스팔레티
루차노 스팔레티(이탈리아어: Luciano Spalletti, 1959년 3월 7일, 이탈리아 체르탈도 ~ )는 이탈리아의 전 축구 선수이자 현 축구 지도자다.

## 수상

### 감독

#### 엠폴리
- 세리에 B 승격 : 1996–97
- 세리에 C1 플레이오프 : 1995–96
- 코파 이탈리아 세리에 C : 1995-96

#### 로마
- 코파 이탈리아 : 2006–07, 2007–08
- 수페르코파 이탈리아나 : 2007

#### 제니트
- 러시아 프리미어 리그 : 2010, 2011–12
- 러시아 컵 : 2009–10
- 러시아 슈퍼컵 : 2011

#### SSC 나폴리
- 세리에 A : 2022-23

### 개인
- 세리에 A 올해의 감독 : 2006, 2007[1], 2023
- 판키나도르 : 2004–05[2], 2022-23
- 세리에 A 시즌의 감독 : 2022-23
- 세리에 A 이 달의 감독 4회
- 엔초 베아르조트 상 : 2023
- 이탈리아 축구 명예의 전당 : 2023